# Bassa de Mas Pastells
La bassa de Mas Pastells correspon al que queda de l'antic estany de Siurana, pràcticament dessecat del tot i ja només reconeixible sobre cartografia i per la toponímia. La Bassa de Mas Pastells es localitza al municipi de Siurana i ocupa en l'actualitat una superfície de 5,5 hectàrees. La vegetació d'aiguamoll que hi resta es limita a gespes calcígades subhumides i a unes poques taques de canyissar. Tanmateix, l'espai té un cert interès com a refugi d'ocells hivernants. Aquest espai està fortament amenaçat per determinades pràctiques agrícoles i pels treballs de dessecació i drenatge que afecten la bassa.